# Pressée du vin de paille
La pressée du vin de paille est une fête viticole traditionnelle bachique annuelle, en l'honneur du vin de paille du Jura, organisée par l'association « brin de cultures », par la commanderie des Nobles Vins du Jura et du Comté et par des viticulteurs du vignoble du Jura, depuis 2008 à Arlay en Franche-Comté (à ne pas confondre avec la percée du vin jaune).

## Historique
Cet événement promotionnel jurassien, parrainé chaque année par une notoriété locale fin janvier à la Saint-Vincent (patron des vignerons), a lieu sur la place de l’hôtel de Ville d'Arlay (capitale du vin de paille du vignoble du Jura), quinze jours avant le percée du vin jaune. 

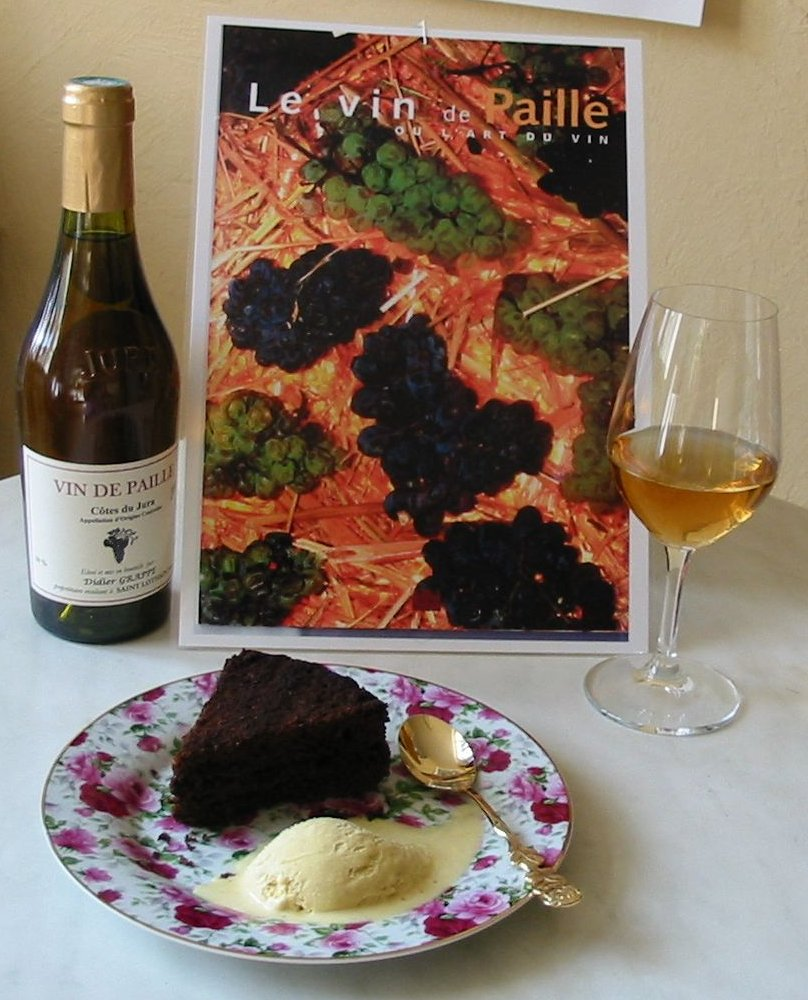
Vin de paille du vignoble du Jura.

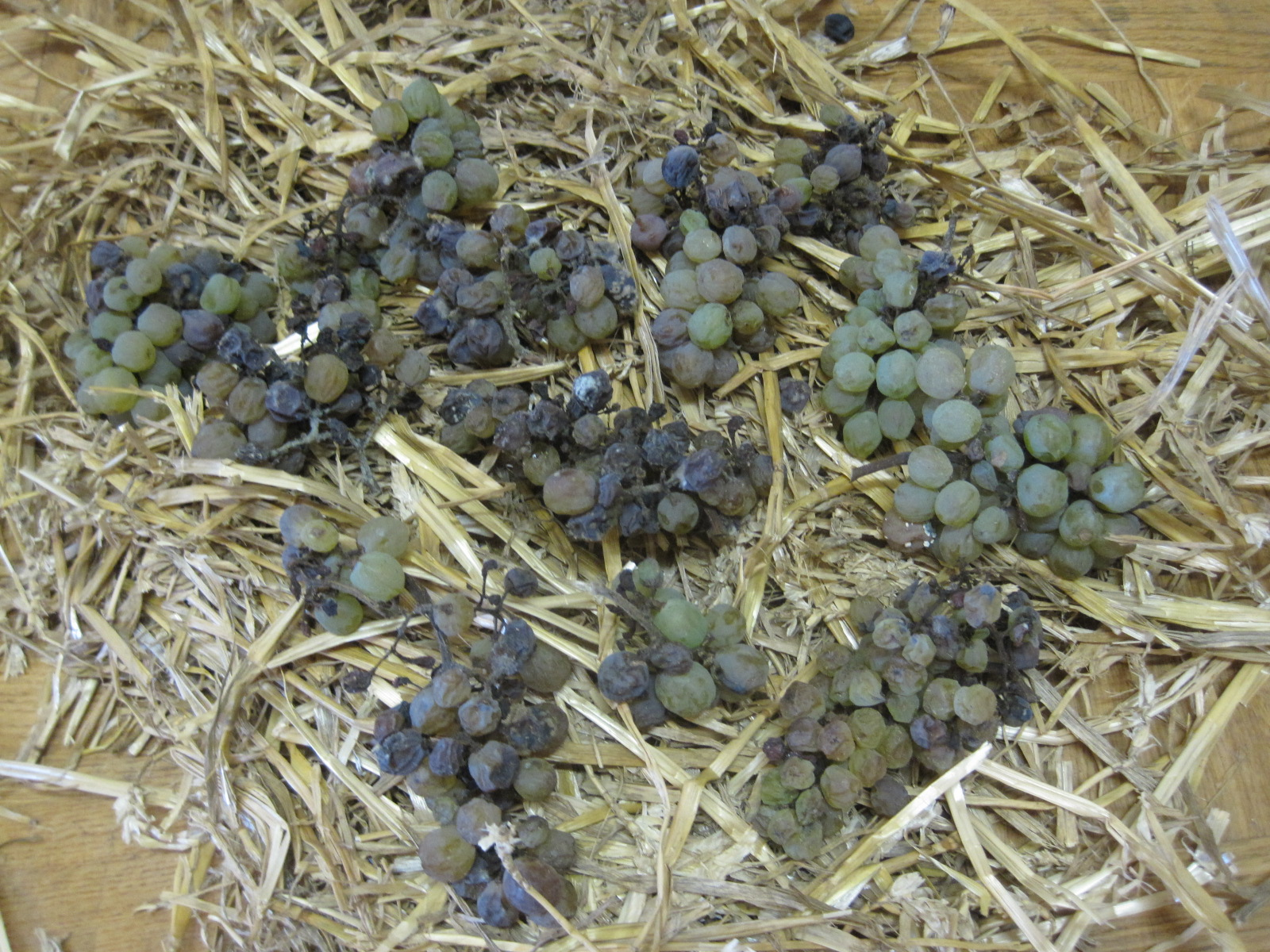
Raisins séchés traditionnellement sur un lit de paille durant une durée légale de six semaines.

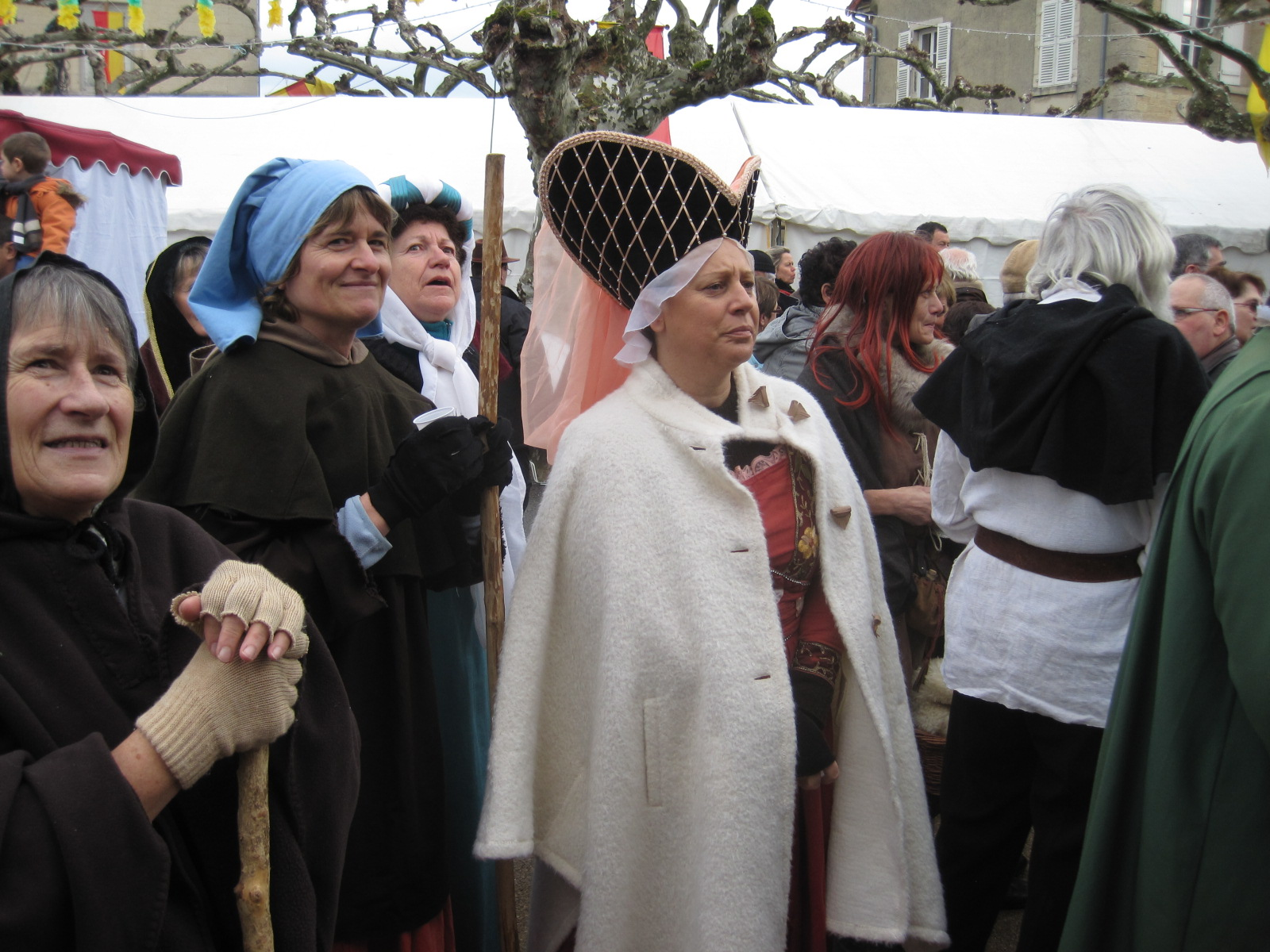
Costume médiévaux
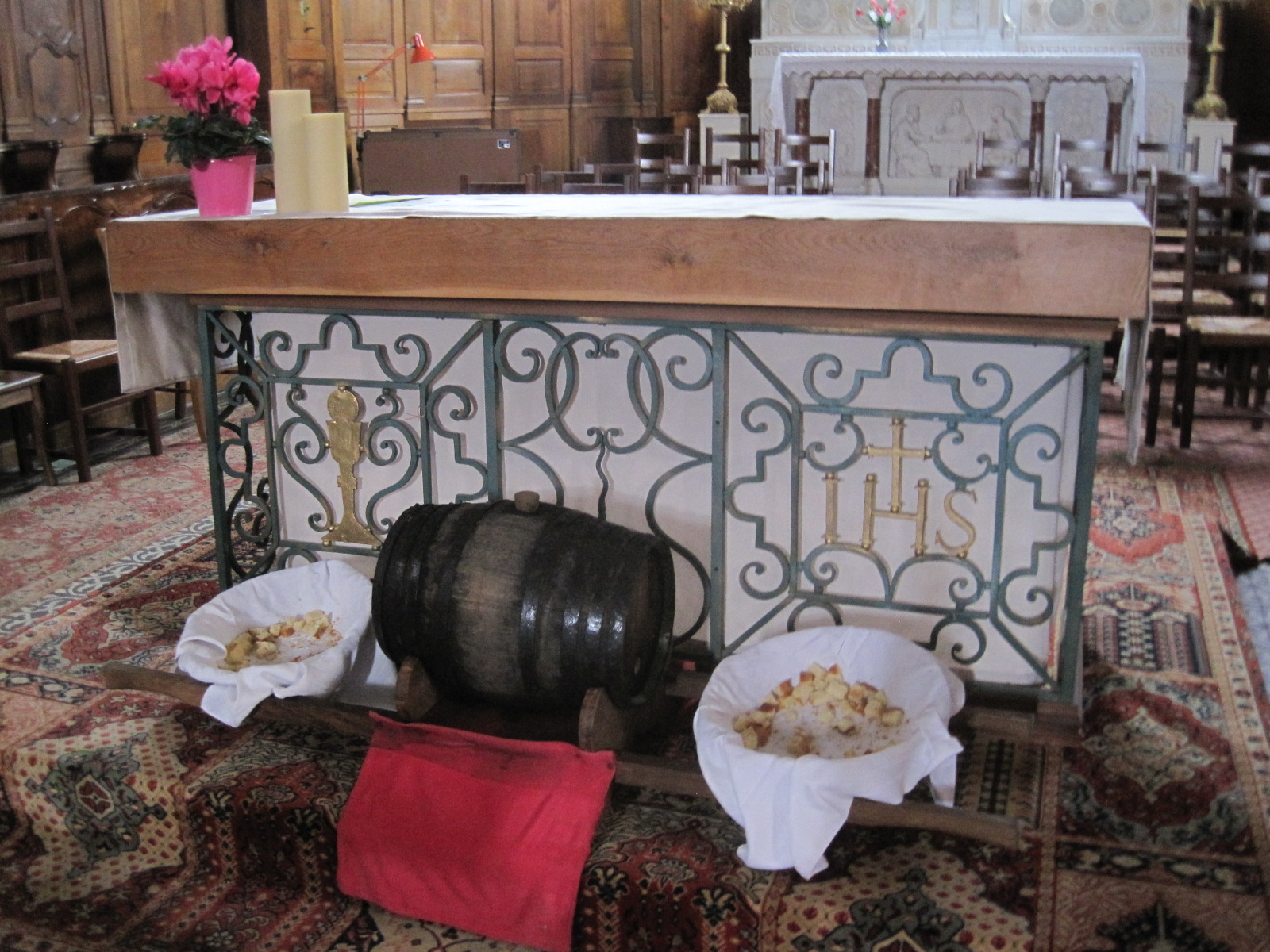
Tonneau de vin de paille au pied de l'autel de l'église Saint-Vincent d'Arlay
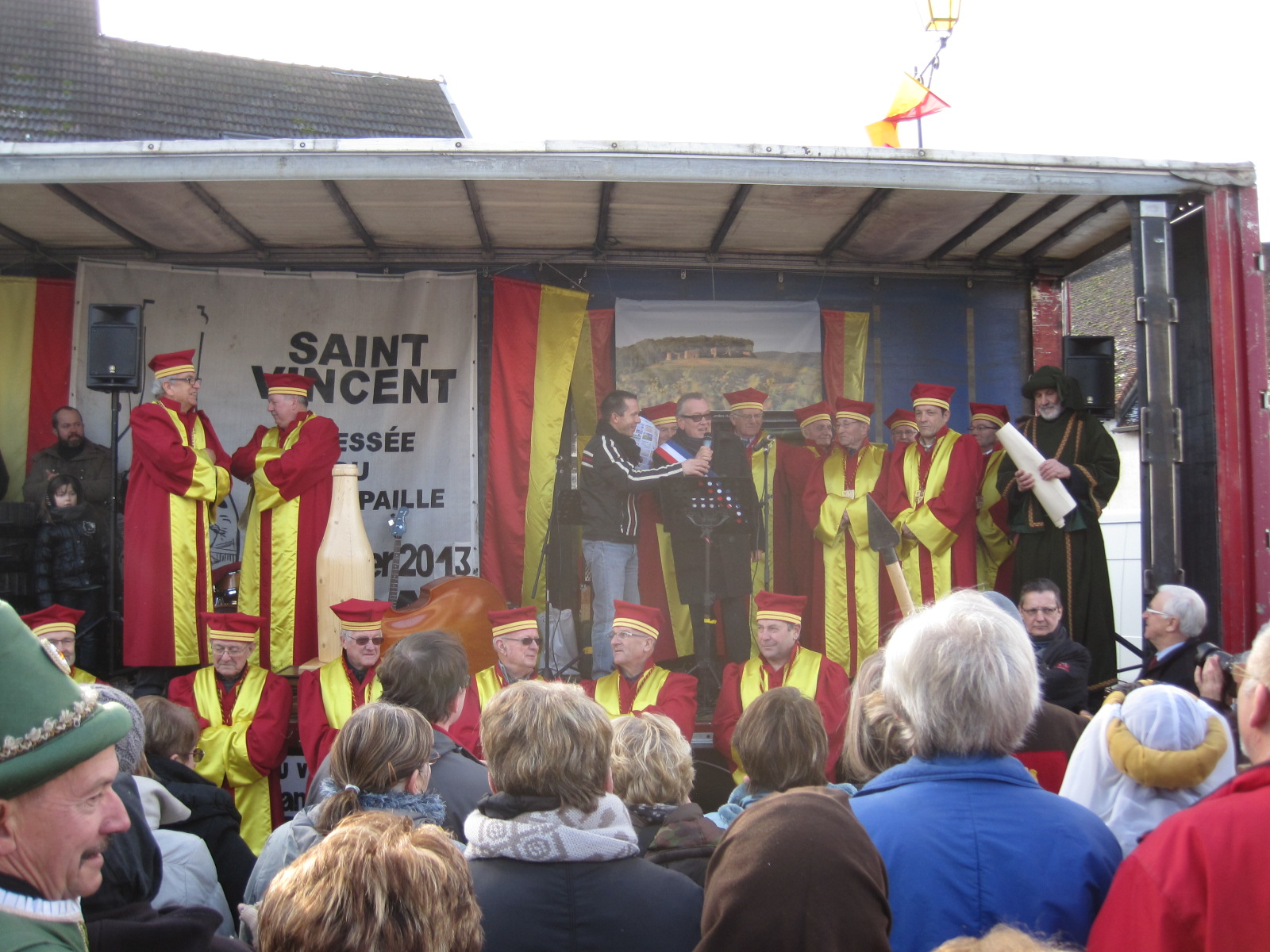
Discours de Christian Bruchon, maire d'Arlay
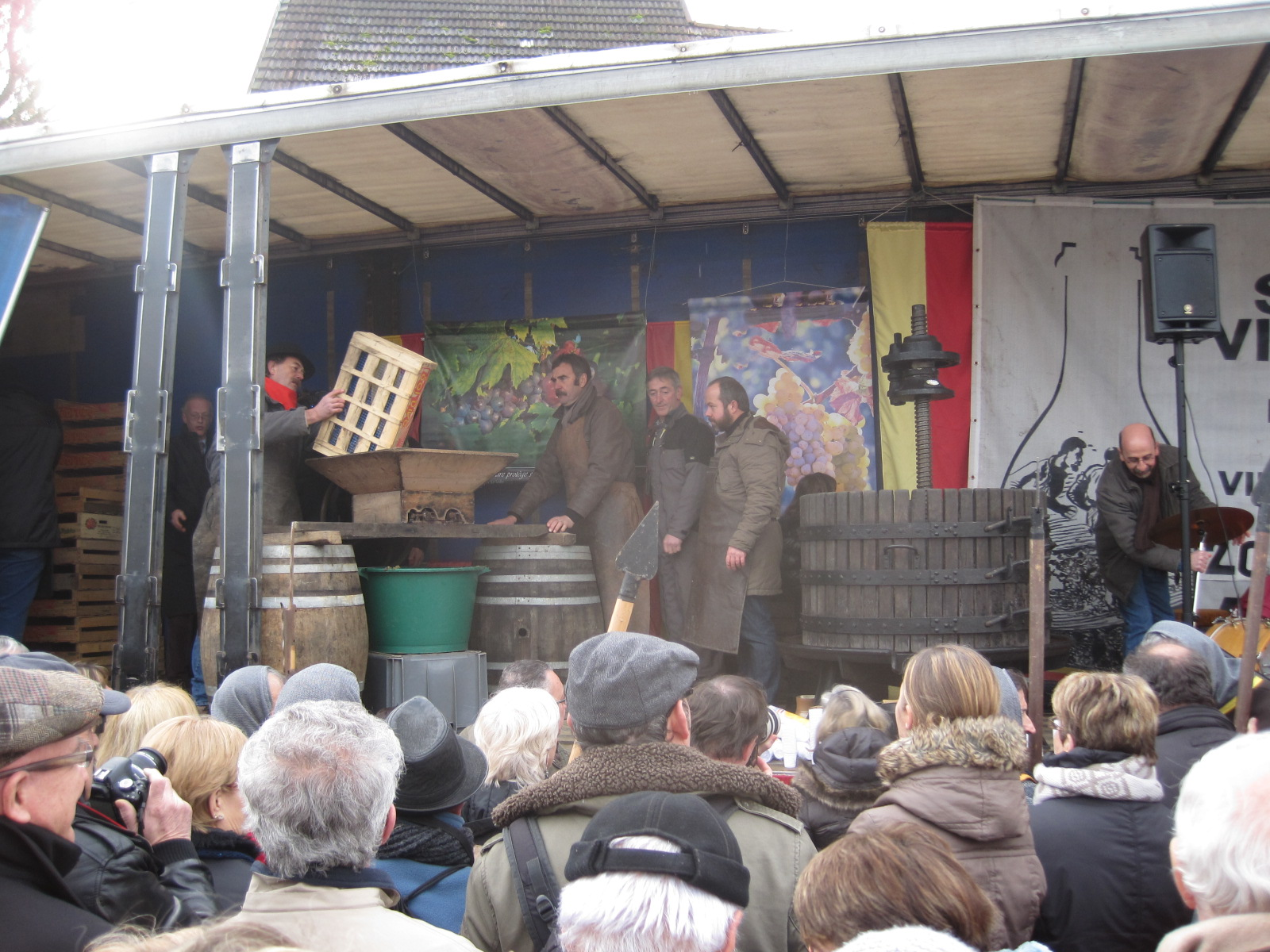
Pressée du vin de paille

Arlay, village comtois de caractère, est selon la légende, le lieu historique où a été conçu au Moyen Âge la fabrication particulière de ce produit traditionnel particulier, hors du commun. 

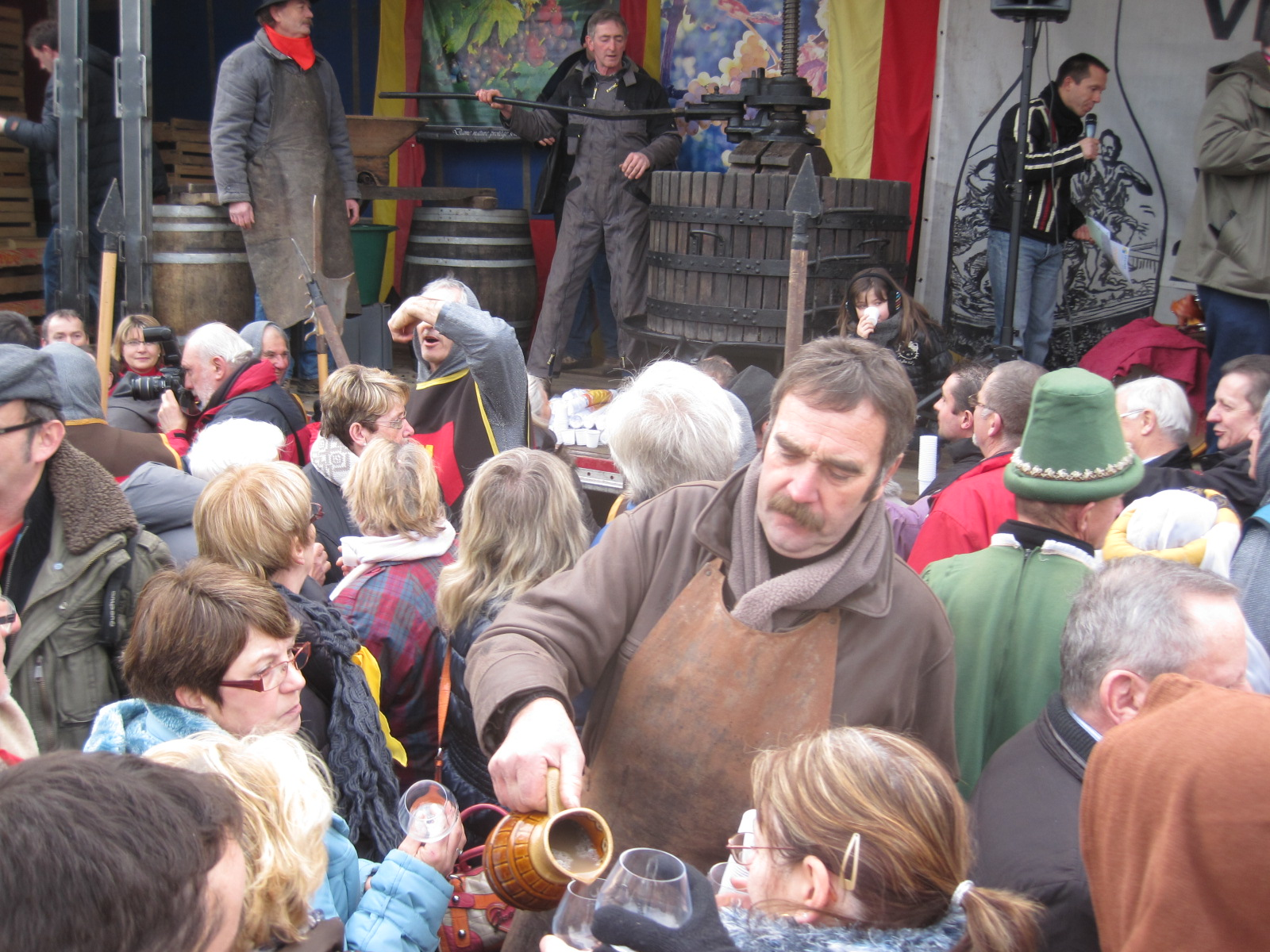
Pressée du vin de paille et dégustation du vin nouveau
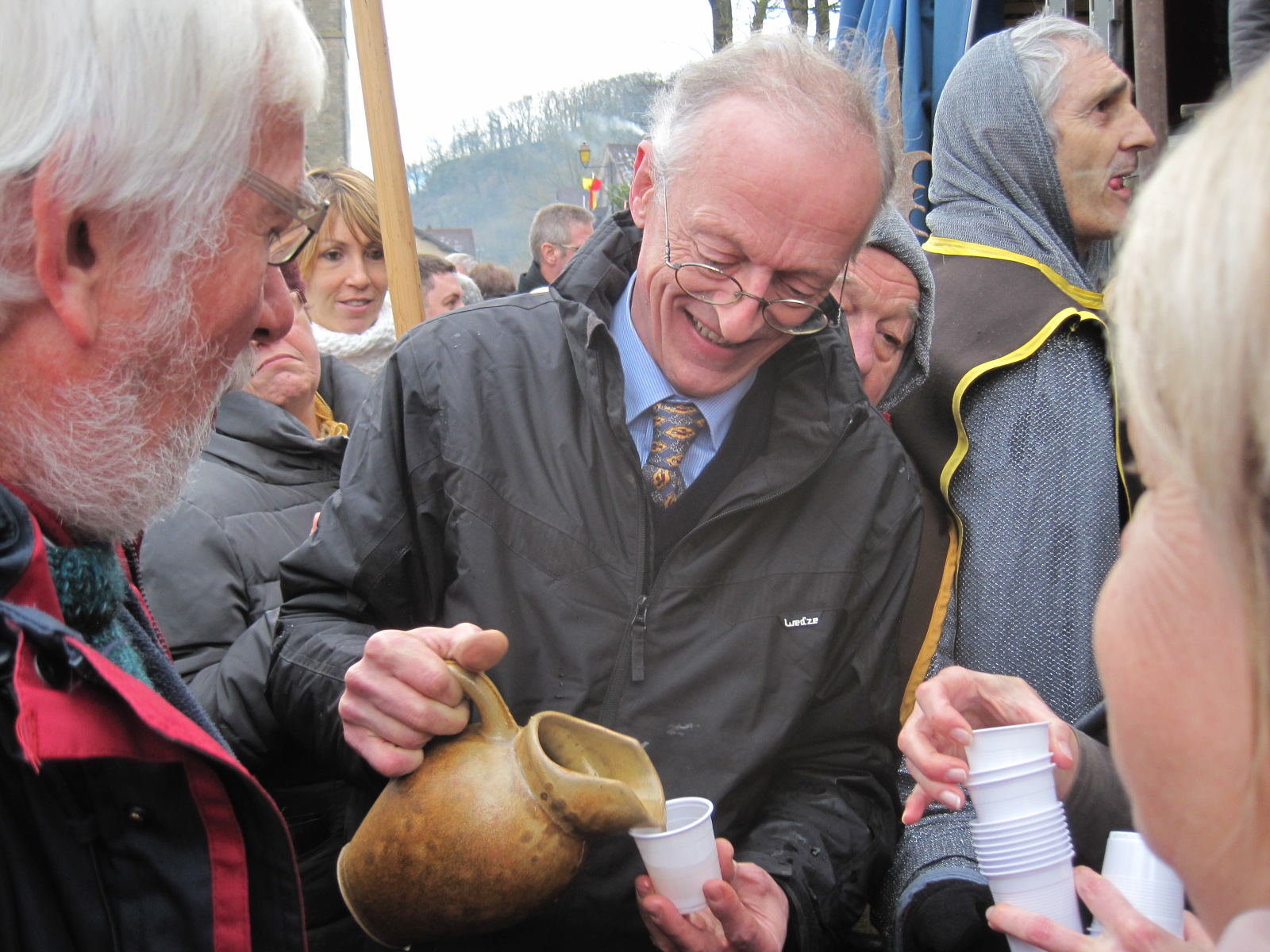
Le viticulteur Alain de Laguiche du château d'Arlay
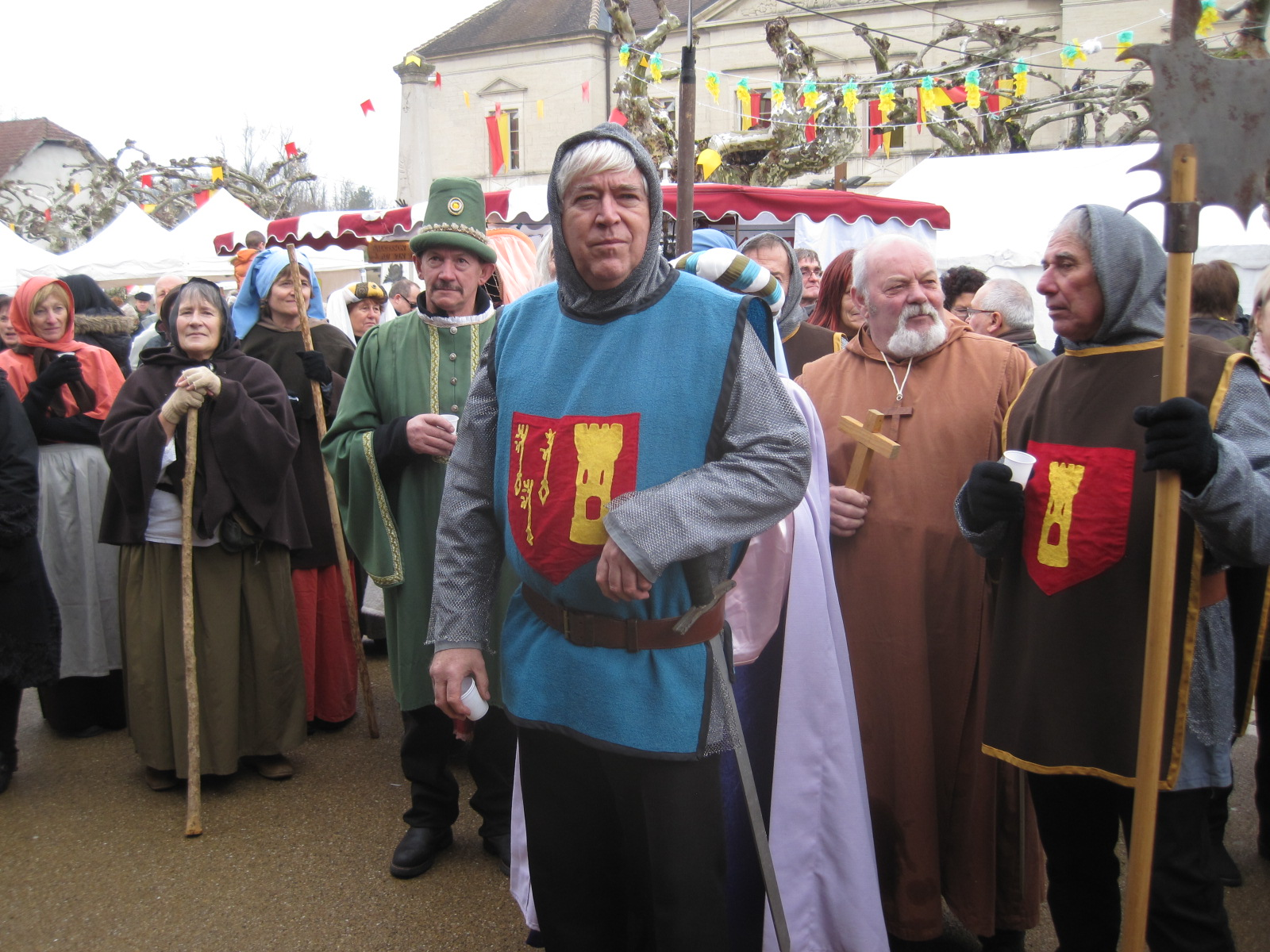
Costumes médiévaux
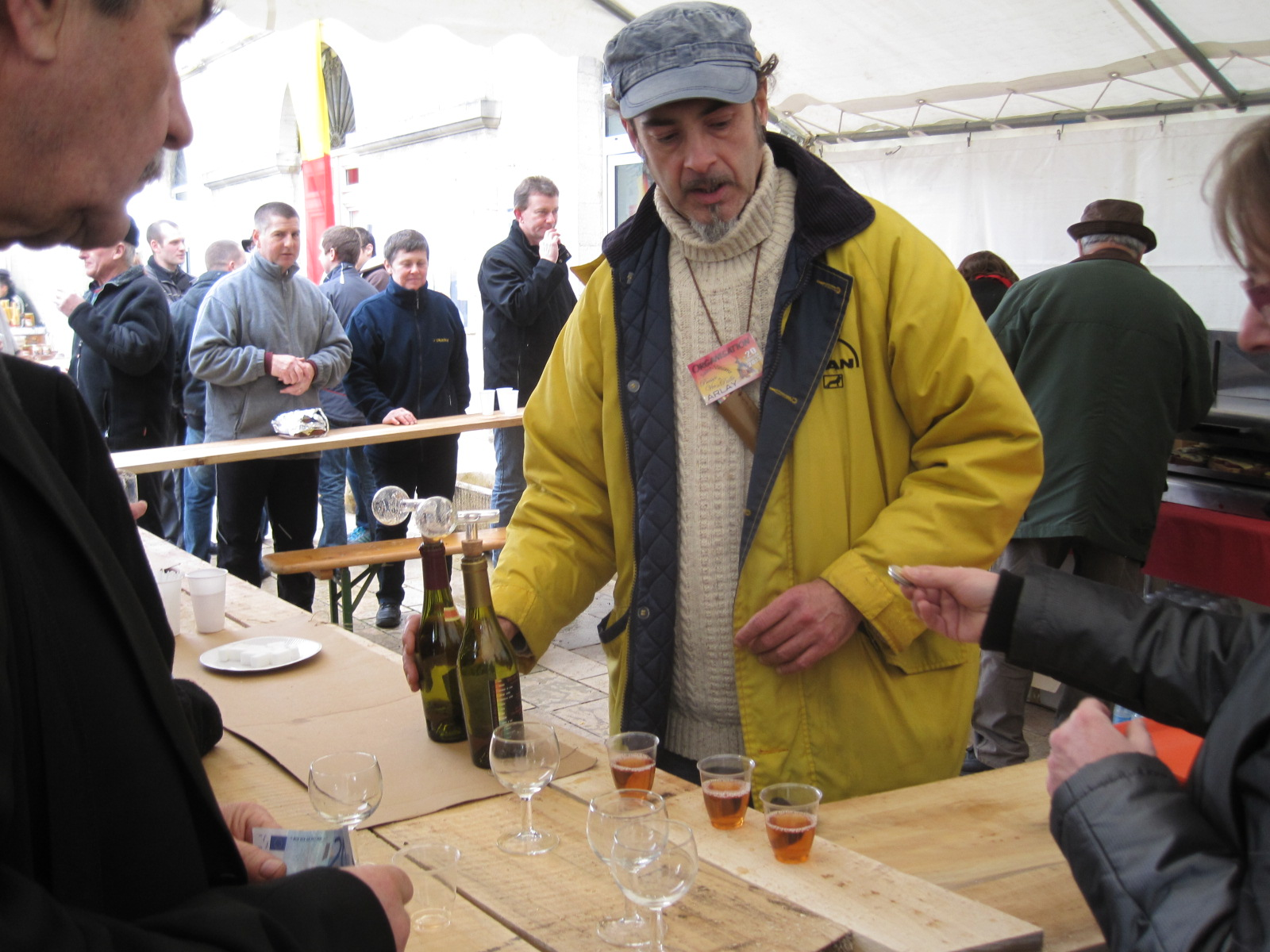
Dégustation de vin de paille

La pressée du vin de paille se déroule avec une messe de la saint Vincent, célébrée par l’évêque du Jura, à l’église Saint-Vincent d'Arlay, avec bénédiction, intronisation, défilé avec cortège et fanfare de vignerons, pressée du vin de paille, dégustation gratuite du vin nouveau, expositions, vente de produits du terroir, concerts, costumes médiévaux, animations, restauration ...

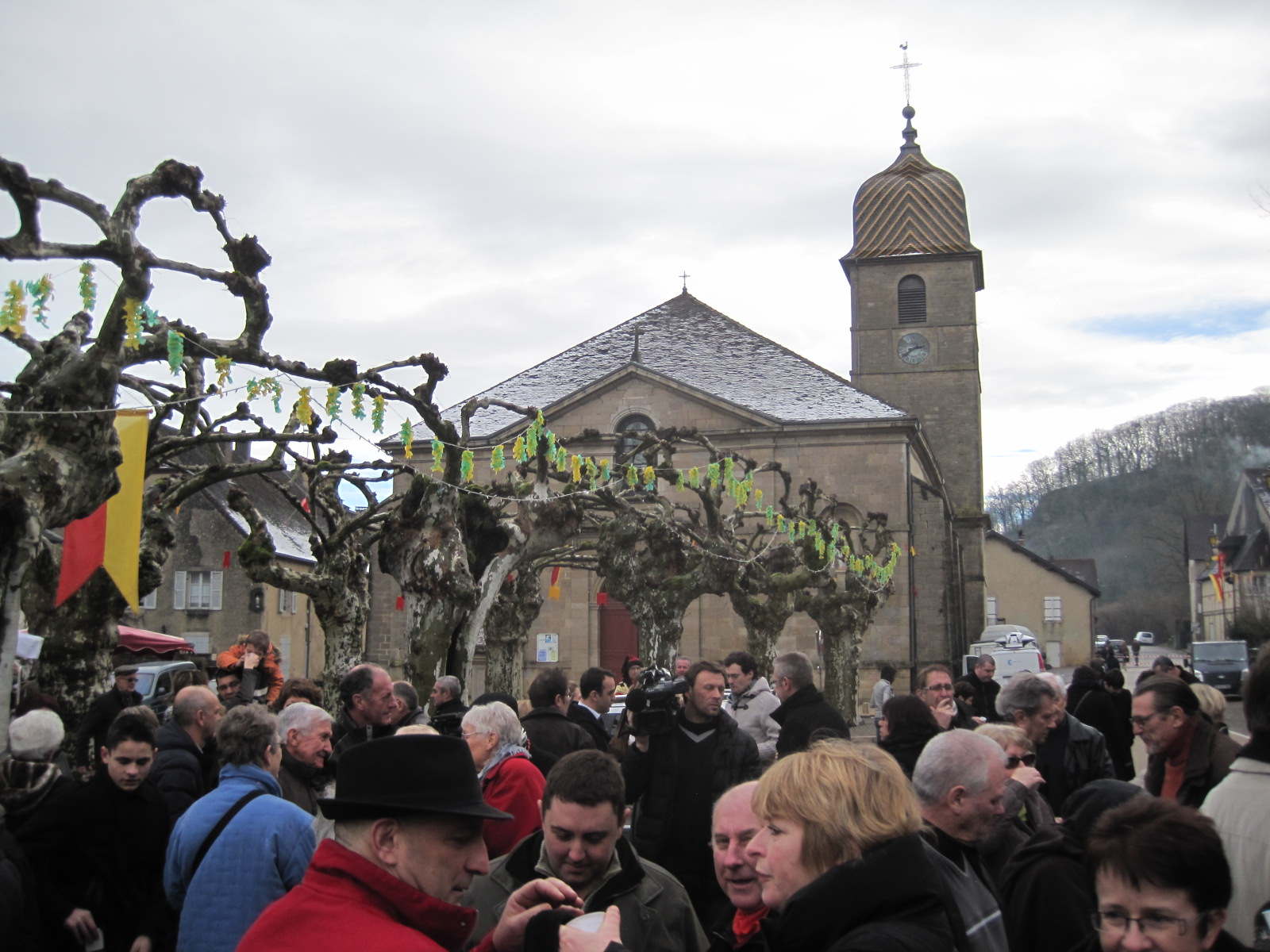
Église Saint-Vincent d'Arlay
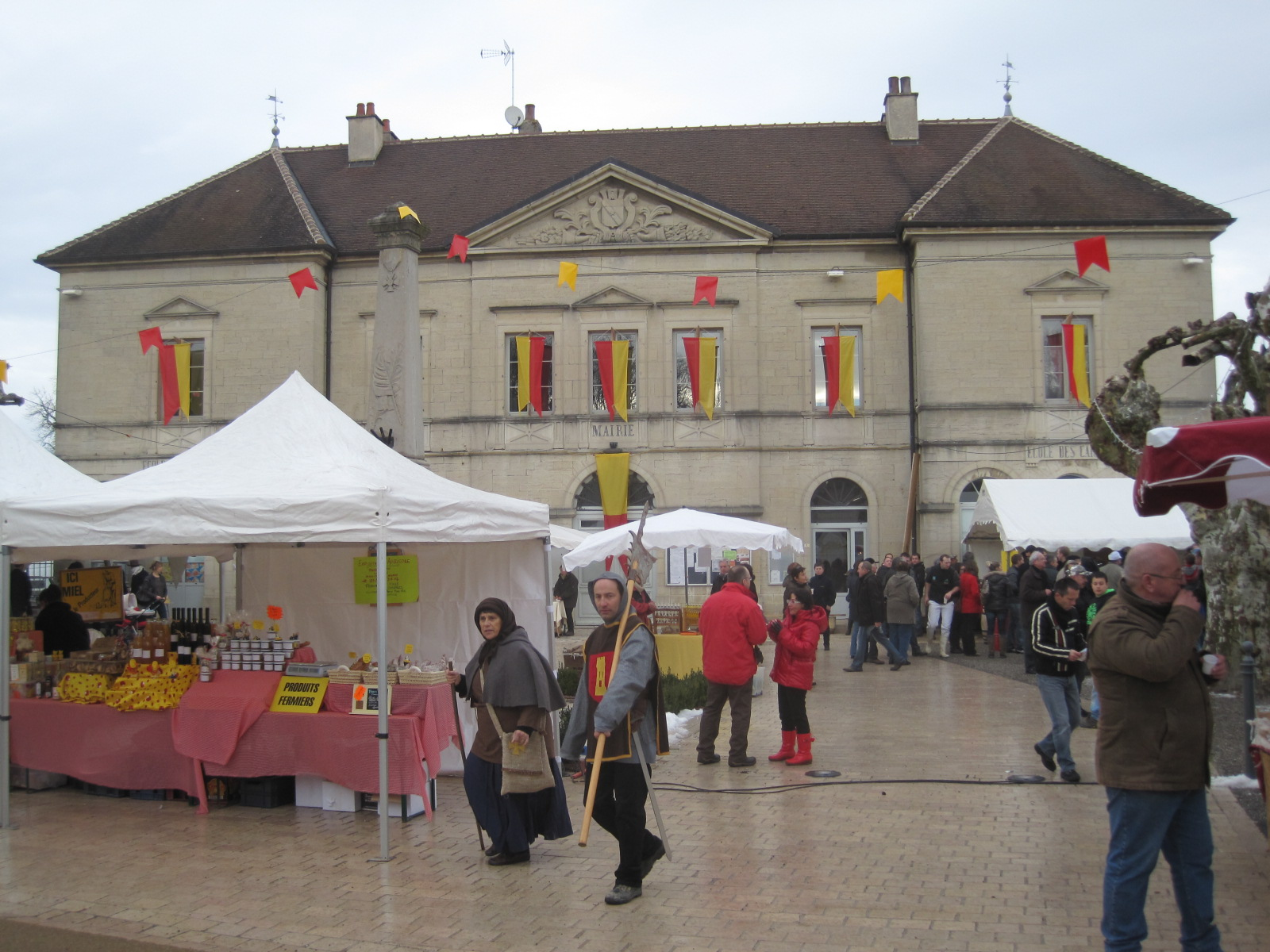
Hotel de Ville d'Arlay
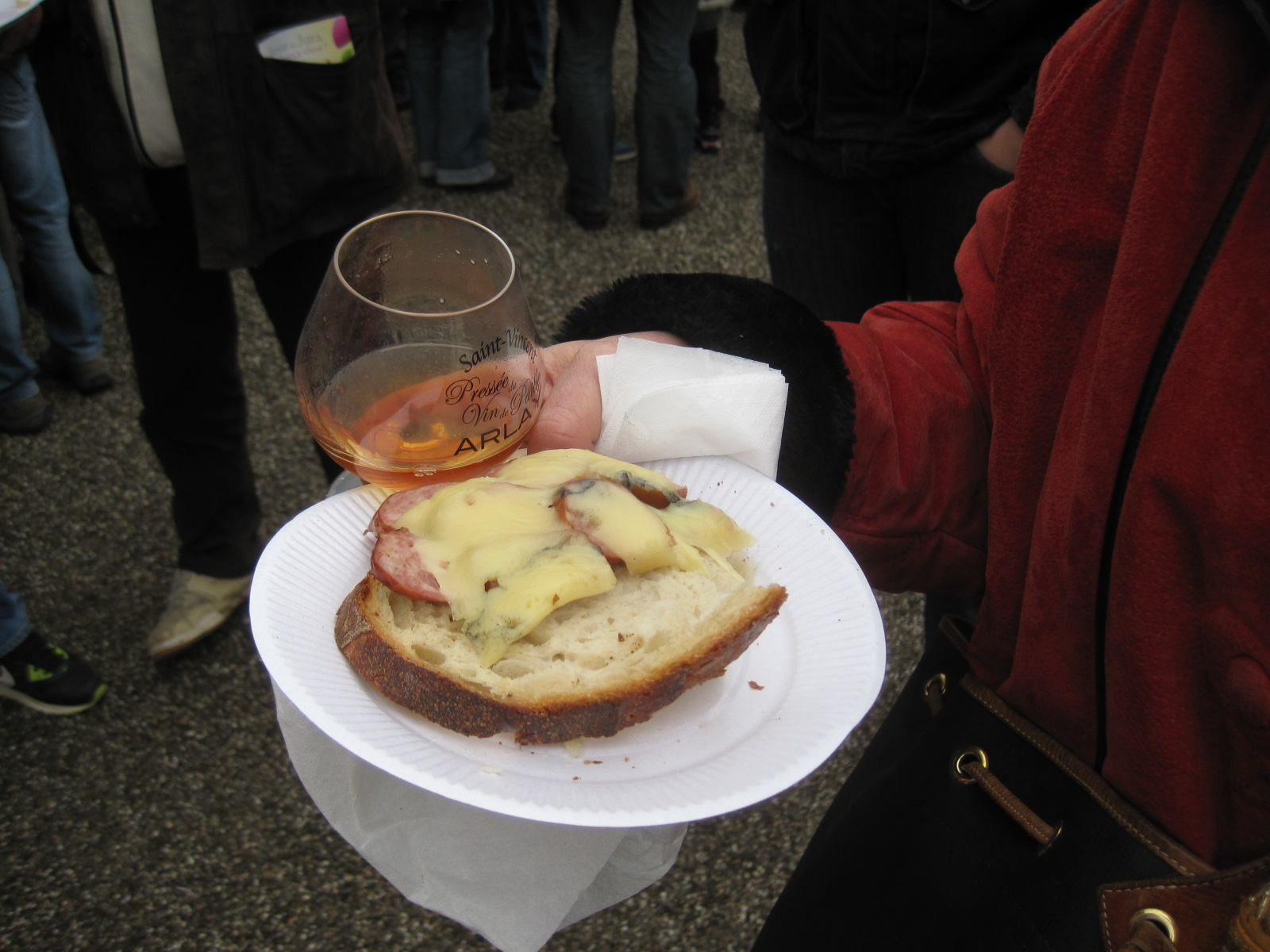
Dégustation de Vin de paille, et tartine franc-comtoise
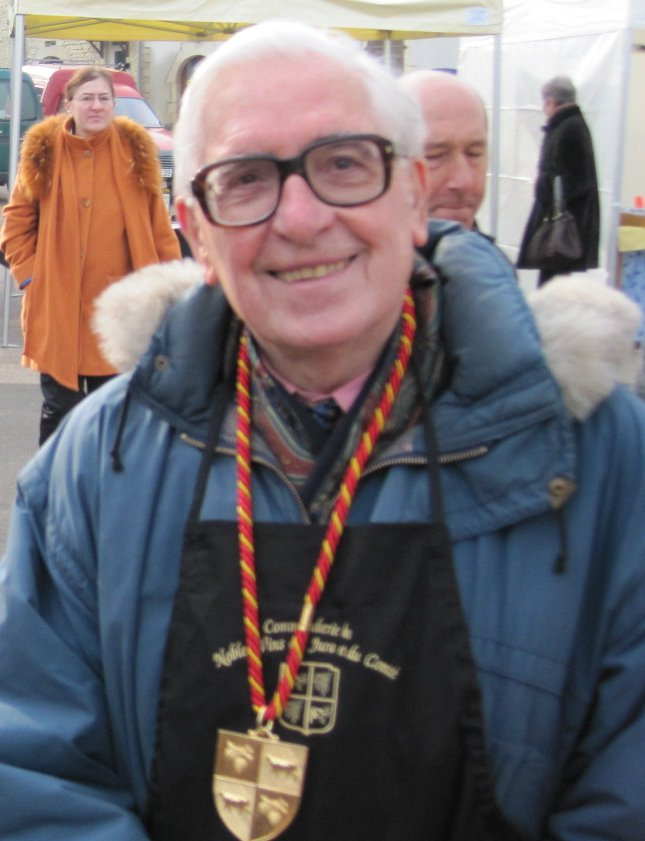
Intronisation de l'écrivain André Besson